# Москосо, Мирейя
Мирейя Элиса Москосо Родригес де Ариас (исп. Mireya Elisa Moscoso Rodríguez de Arias, род. 1 июля 1946 года) — президент Панамы с 1 сентября 1999 по 1 сентября 2004 года.

## Биография
Выросла в бедной семье. В 1968 году участвовала в избирательной кампании Арнульфо Ариаса, избранного в результате президентом, но через 11 дней свергнутого и бежавшего из страны. Переехала во Флориду вместе с ним, где вскоре вышла за Ариаса замуж. После его кончины в 1988 году унаследовала его кофейные плантации, а в 1991 году вернулась в Панаму и возглавила Арнульфистскую партию, представитель которой Гильермо Эндара занял пост главы государства после свержения Мануэля Норьеги. В 1994 году Москосо была выдвинута на пост президента, но с небольшим отрывом проиграла кандидату левых сил Эрнесто Пересу Бальядаресу. В 1999 году вторично баллотировалась и на этот раз была избрана, победив кандидата левых Мартина Торрихоса и став первой женщиной на посту президента Панамы.
Правление Москосо ознаменовалось передачей от США Панаме контроля над зоной Панамского канала. В то же время оно было серьёзно затруднено коррупционными скандалами и конфликтами с Национальной ассамблеей, контролировавшейся оппозицией. В результате крайнего падения популярности Москосо на следующих выборах победил Торрихос, а кандидат арнульфистов Хосе Мигель Алеман занял только третье место, получив 16 % голосов.